# Jean-Pierre Saintonge
Jean-Pierre Saintonge, né le 6 décembre 1945 à Montréal, est un avocat et homme politique québécois.

## Biographie
Il est détenteur d'un baccalauréat en pédagogie, d'un brevet « A » d'enseignement et d'un baccalauréat ès arts. Il enseigne au collège Saint-Ignace de 1967 à 1969, à l'école Saint-Léon de Westmount (éducation des adultes) de 1969 à 1972, puis au Cégep Ahuntsic en 1972-1973.
Licencié en droit de l'Université de Montréal, il est membre du barreau du Québec depuis 1973. De septembre 1972 à novembre 1973, il est protonotaire adjoint au ministère de la Justice du Québec. Il a commencé sa carrière d'avocat comme membre et associé du cabinet Vermette, Dunton, Ciaccia, Rusko, De Wever et Saintonge de 1973 à 1981, aujourd’hui connu sous le nom de Dunton Rainville.
Il se fait élire comme député libéral dans la circonscription provinciale de La Prairie lors des élections générales québécoises de 1981, et est réélu en 1985. Il est nommé vice-président de l'Assemblée nationale du Québec du 16 décembre 1985 au 28 novembre 1989.
Il se fait réélire dans la nouvelle circonscription provinciale de La Pinière en 1989. Il devient président de l'Assemblée nationale du Québec le 28 novembre 1989, poste qu'il occupera jusqu'au 29 novembre 1994. À ce titre, il est président du Bicentenaire des institutions parlementaires du Québec en 1992. Il ne s'est pas représenté à l'élection de 1994.
Il est nommé juge à la Cour du Québec le 6 septembre 1995. Il est coordonnateur de la Cour du Québec pour la région de la Montérégie d'octobre 2002 à octobre 2007.

## Honneurs
- Grand Croix de l'ordre de la Pléiade.
- Médaille d'honneur de l'Assemblée nationale, 2008[2]